# Mala Antonivka, Bila Țerkva
Mala Antonivka (în ucraineană Мала Антонівка) este o comună în raionul Bila Țerkva, regiunea Kiev, Ucraina, formată numai din satul de reședință.

## Demografie
Componența lingvistică a comunei Mala Antonivka
     Ucraineană (97,56%)
     Rusă (2,27%)
Conform recensământului din 2001, majoritatea populației comunei Mala Antonivka era vorbitoare de ucraineană (97,56%), existând în minoritate și vorbitori de rusă (2,27%).